# Les Diablerets (plaats)
Les Diablerets is een bergresort in het kanton Vaud gelegen in de Zwitserse gemeente Ormont-Dessus in een brede vallei. Ten zuiden van het dorp ligt de gelijknamige bergketen. Ten noorden van het dorp liggen de Freiburger Alpen, met als hoogste top Le Tarent die boven het dorp uitsteekt.
Oorspronkelijk was de naam van het dorp Les Diablerets Le Plan des Isles. Toen kreeg het de naam van een etablissement genaamd Hôtel des Diablerets - naar de naam van het massief van de regio.
Het resort, vroeger een alpenweide, ontwikkelde zich dankzij het toerisme in de 19e eeuw. In het begin werd alleen het zomertoerisme ontwikkeld. Het idee om het skiën in de vallei te ontwikkelen ontstond in de jaren 1940 (bobsleeën op de weg naar Pilon) en het resort verwierf zijn eerste skilift in Les Vioz. Nu is het een gerenommeerd zomer-/winterresort.
Les Diablerets is de terminus van de spoorlijn Aigle - Le Sépey - Les Diablerets die wordt geëxploiteerd door Transports Publics du Chablais.
Sinds 1969 organiseert het resort het internationale filmfestival Les Diablerets, een filmfestival in de bergen, en het Music and Snow Festival, een festival voor klassieke muziek dat elk jaar in augustus van januari tot maart wordt gehouden.
Sinds 2013 is Les Diablerets de start- en eindpunt van de Humani'Trail, een humanitair parcours dat elk jaar in september plaatsvindt.